# 维也纳方济各会教堂
48°12′22.3″N 16°22′28.1″E / 48.206194°N 16.374472°E

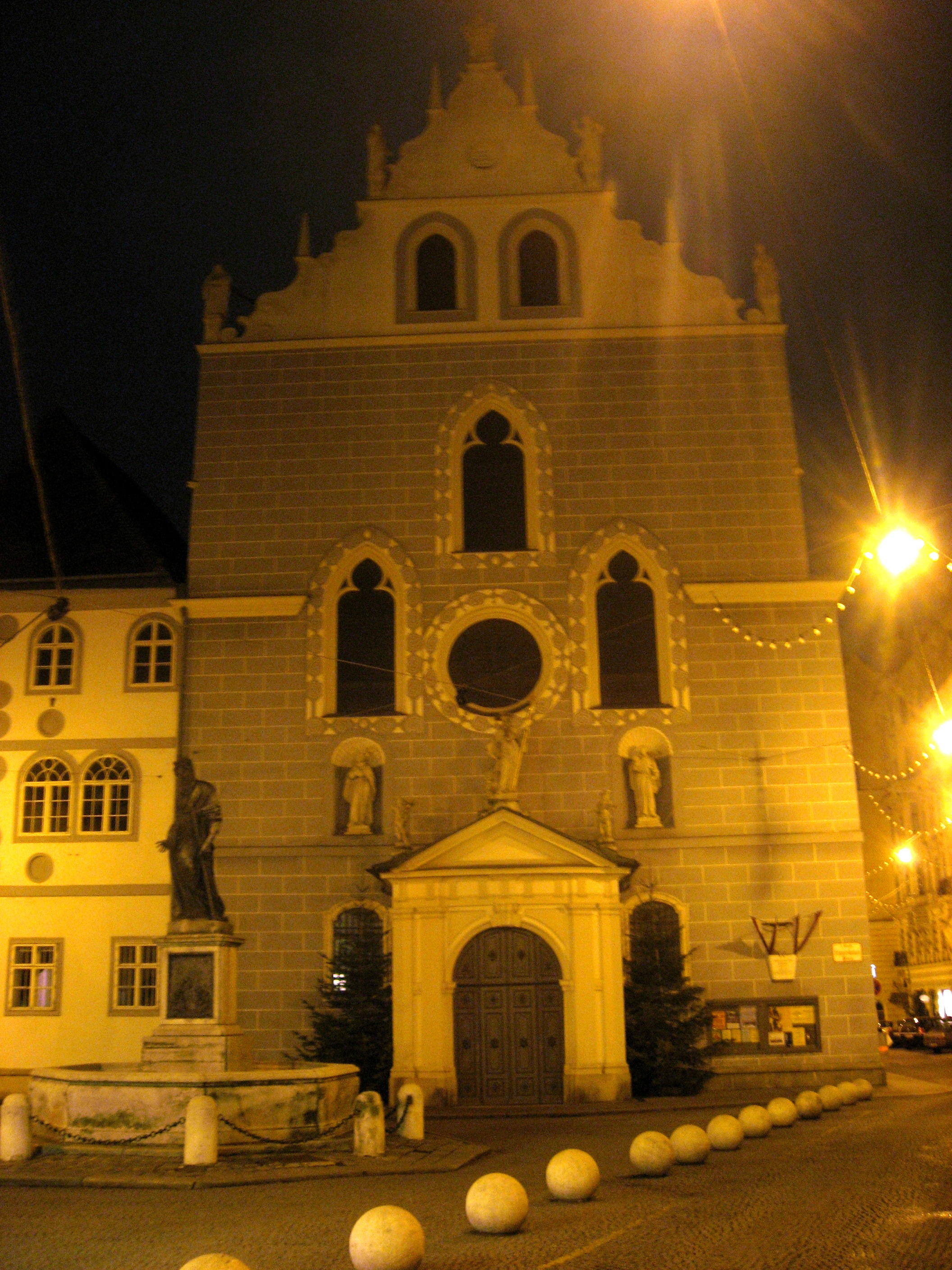
维也纳方济各会教堂

维也纳方济各会教堂（Franziskanerkirche）是奥地利首都维也纳内城区的一座罗马天主教教堂，主保圣人是哲罗姆，面向西南方，长65米，宽20米，兴建于1603－1611年，由方济各会管理，外观为文艺复兴式，内部为巴洛克式。教堂内有维也纳最古老的管风琴（1642年）。